# Pavel Daju
Pavel Daju (n. 1914 în comuna Vulcan, jud. Timiș - d. 1975) a fost un demnitar comunist.
Pavel Daju a fost lăcătuș de profesie și a devenit membru al Partidului Comunist Român din 1945. Pavel Daju a îndeplinit următoarele funcții:
- responsabil de cadre în biroul Sectorului C.F.R. Timișoara (din sept. 1948);
- membru al Comisiei județene de verificare a membrilor de partid Timiș (1949);
- responsabil al Secției de cadre a Comitetului județean de partid Timiș-Torontal (iul. 1949–sept. 1950);
- prim-secretar al comitetului regional de partid Bârlad (1952–25 oct. 1955);
- șef al Secției Cadre a C.C. al P.M.R. (25 oct. 1955–7 febr. 1957);
- șef al Sectorului de verificare a cadrelor al C.C. al P.M.R. (din 7 febr. 1957);
- adjunct al șefului Secției Organizatorice a C.C. al P.M.R. (pânã la 6 oct. 1958);
- adjunct al șefului Secției Gospodăriei de Partid a C.C. al P.M.R./P.C.R.;
- membru al biroului organizației de bazã din secție și membru al Comitetului de partid al aparatului C.C. al P.M.R./P.C.R. (6 oct. 1958–27dec. 1965).

Pavel Daju a fost ales în regiunea Bârlad ca deputat în Marea Adunare Națională în sesiunea 1952 - 1957.

## Distincții
- Medalia „A cincea aniversare a Republicii Populare Române” (24 decembrie 1952) „pentru lupta și munca duse în vederea făuririi, consolidării și prosperării Republicii Populare Române”[2]
- Ordinul Muncii clasa a III-a (21 august 1954) „pentru merite deosebite pe tărîmul construcției de stat, economice, sociale și culturale, cu ocazia celei de a zecea aniversări a eliberării patriei noastre”[3]
- Medalia „40 de ani de la înființarea Partidului Comunist din Romînia” (6 mai 1961) „pentru merite în activitatea de partid și întărirea regimului democrat-popular”[4]
- Ordinul „23 August” clasa a IV-a (6 mai 1961) „cu prilejul celei de-a 40-a aniversări de la înființarea Partidului Comunist din Romînia, pentru merite deosebite în opera de construire a socialismului”[5]